# Campeonato Mundial de League of Legends 2017
El 2017 League of Legends World Championship (traducido como: Campeonato mundial de League of Legends 2017) fue la séptima edición del torneo mundial del videojuego multijugador de arena de batalla en línea League of Legends. En esta edición, se ha aumentado el número de equipos a 24 y se ha permitido a todas las regiones menores enviar un equipo, así como se le ha entregado otra plaza a la League of Legends Master Series, para equipararla con el resto de las regiones mayores.
El campeonato se jugara en cuatro arenas diferentes en China, siendo la primera vez que se disputa un campeonato mundial en este suelo. La producción del torneo estará a cargo de los equipos de producción de Tencent y de Riot Games, siendo emitido a través de plataformas de streaming (YouTube, Twitch) a lo largo y ancho del mundo, en más de 15 idiomas.
En conjunto con Against the Current, se produjo Legends Never Die, el tema musical oficial del campeonato.

## Formato[3]
- Participan 24 equipos
- Durante todo el torneo se utilizara la versión 7.18 del cliente de juego y los servidores.[4]

### Fase de clasificación[5]
- Participan 12 equipos

- Los equipos calificados a través de la primera o segunda plaza de las regiones mayores (Norteamérica, China, Europa, Corea, Taiwán, Hong Kong y Macao), y todos los equipos provenientes de la región Coreana comienzan directamente en la fase de grupos.

- Repartidos en cuatro grupos de tres integrantes, el sorteo se realiza en vivo.

- Avanzan los dos mejores de cada grupo

- En la segunda fase, dos de cada grupo son sorteados y se enfrentan. Los ganadores avanzan a la fase de grupos del Mundial.

### Fase de grupos[7]
- Se reúnen los equipos que ocupan la primera y segunda plaza de las regiones mayores y la tercera plaza de la región Coreana junto con los provenientes de la fase de clasificación.
- 16 equipos.
- Cuatro grupos aleatorios de cuatro equipos. No se permite más de un equipo de la misma región por grupo.

- El sorteo se realiza en vivo y en directo.

- Avanzan los dos mejores equipos de cada grupo.

### Fase de eliminación
- 8 equipos.
- Al finalizar la fase de grupos, se sortean los enfrentamientos de cuartos de final.
- Partidas al mejor de cinco.
- No se decide 3.º - 4.º puesto.
- Las sustituciones de jugadores entre partidas están permitidas.

## Participantes
Los equipos participantes se seleccionan a lo largo de la temporada competitiva y localmente en cada región. Las regiones mayores envían tres equipos cada una, las menores solo una. Por regla general, el equipo que gana el torneo de verano obtiene la primera plaza de su región en el Mundial. Cada región tiene sus propios métodos particulares (puntos de circuito, finales regionales) para decidir los equipos restantes.
Cada equipo consta oficialmente de cinco jugadores titulares, un  suplente regular, siendo opcional tener en la planilla más suplentes de emergencia (como el caso de EDG, que usualmente asiste al torneo con toda su plantilla), un entrenador jefe, y un mánager.

### China
Clasificados a través de los playoffs de la Tencent League of Legends Pro League
| Equipo              | Jugadores |
| ------------------- | --- |
| EDward Gaming       | Chen "Mouse" Yu-Hao Zhao "Audi" Aodi Ming "Clearlove" Kang Zhao "Fireloli" Zhi-Ming Lee "Scout" Ye-chan Hae "zet" Seong-min Hu "iBoy" Xianzhao Tian "Meiko" Ye |
| Royal Never Give Up | Yan "LetMe" Jun Ze Liu "Mlxg" Shi-yu Zhiwei "Y1han" Hu Li "xiaohu" Yuan-Hao Jian "Uzi" Zi Hao Shi "Ming" Sen Ming                                              |
| Team WE             | Ke "957" Chang Yu Xiang "Condi" Ren Jie Su "Xiye" Han Wei Jin "Mystic" Sung Jun Nam "Ben" Dong Hyun Yoon "Zero" Kyung Sub                                      |

### Europa
El equipo ganador de la League of Legends Championship Series: Europe califica automáticamente. Los puntos de circuito y las clasificatorias regionales deciden los otros equipos restantes.
| Equipo     | Jugadores |
| ---------- | --- |
| G2 Esports | Ki "Expect" Dae-han Kim "Trick" Kang Yoon Luka "PerkZ" Perkovič Jesper "Zven" Svenningsen Alfonso "Mithy" Aguirre Rodríguez Michael "Hoang" Tuan Hoang           |
| Misfits    | Barney "Alphari" Morris Nubar "Maxlore" Sarafian Tristan "PowerOfEvil" Schrage Steven "Hans Sama" Liv Lee "igNar" Dong-geun Alekksi "H1iva" Taikkonnen           |
| Fnatic     | Paul "sOAZ" Boyer Gustav "Xyraz" Blomkvist Mads "Broxah" Brock-Pedersen Rasmus "Caps" Winther Joran "Special" Shoeffer Martin "Rekkles" Larsson Jesse "Jesiz" Le |

### Norteamérica
Los equipos compiten en la League of Legends Championship Series: North America por las tres plazas mundialistas.
| Equipo       | Jugadores |
| ------------ | --- |
| Team SoloMid | Kevin "Hauntzer" Yarnell Dennis "Svenskeren" Johanssen Søren "Bjergsen" Bjerg Andy "Reginald" Dinh Yiliang "Doublelift" Peng Rasmus "MrRallezz" Skinneholm Vincent "Biofrost" Wang |
| Immortals    | Lee "Flame" Ho-jong Jake "Xmithie" Puchero Andy "AnDa" Hoang Eugene "Pobelter" Park Li "Cody Sun" Yu Sun Kim "Olleh" Joo-Sung                                                      |
| Cloud9       | Jung "Impact" Eon-yeong Jeon "Ray" Ji-won Juan "Contractz" Arturo Garcia Nicolaj "Jensen" Jensen Zachary "Sneaky" Scuderi Andy "Smoothie" Ta                                       |

### Corea
OnGamenet League of Legends Champions Korea es la liga regional que le permite a los equipos coreanos avanzar hacia el campeonato mundial.
| Equipo                       | Jugadores |
| ---------------------------- | --- |
| Longzhu Gaming               | Kim "Khan" Dong-ha Kim "Rascal" Kwang-hee Moon "Cuzz" Woo-chan Kwak "Bdd" Bo-seong Kim "PraY" Jong-in Kang "GorillA" Beom-hyeon    |
| SK Telecom T1                | Heo "Huni" Seung-hoon Han "Peanut" Wang-ho Kang "Blank" Sun-gu Lee "Faker" Sang-hyeok Bae "Bang" Jun-sik Lee "Wolf" Jae-wan        |
| Samsung Galaxy Pro Game Team | Lee "CuVee" Seong-jin Kang "Ambition" Chan-yong Park "Haru" Min-seung Lee "Crown" Min-ho Park "Ruler" Jae-hyuk Jo "CoreJJ" Yong-in |

### Taiwán, Hong Kong y Macao
La liga regional es conocida como League of Legends Masters Series. Anteriormente solo enviaba 2 equipos, pero a partir del World Championship de 2017, envían 3 como las demás regiones mayores.
| Equipo            | Jugadores |
| ----------------- | --- |
| Flash Wolves      | Lihong "MMD" Yu Lin "Cyo" Xinyu Hung "Karsa" Hau-Hsuan Huang "Maple" Yi-Tang Lu "Betty" Yuhung Hu "SwordArt" Shuo-Jie                           |
| ahq e-Sports Club | Chen "Ziv" Yi Hsue "Mountain" Chao-Hong Wong "Chawy" Xing-Lei Liu "Westdoor" Shu-Wei Chou "AN" Chun-An Kang "Albis" Chia-Wei                    |
| HK Attitude       | Baek "Riris" Seung Min Cheung "GodKwai" Wo Kwai Huang "Gemini" Chu Xuan Chen "M1ssion" Xiao Xian Huang "Unified" Jun-ji Ling "Kaiwing" Kai Wing |

### Regiones menores
Cada región menor envía un equipo al World Championship, exceptuando la Garena Premier League que envía dos. Cada liga tiene su calificador regional para definir dicho equipo.
| Equipo            | Jugadores |
| ----------------- | --- |
| GIGABYTE Marines  | Trần "Archie" Minh Nhựt Phùng "Nevan" Thiện Nhân Đỗ "Levi" Duy Khánh Trần "Optimus" Văn Cường Nguyễn "Noway" Vũ Long Phan "Sya" Trung Toàn                             |
| Young Generation  | Nguyễn "Ren" Văn Trọng Bùi "NhocTy" Thế Vinh Bùi Nguyễn "Venus" Quốc Hoàng Võ "Naul" Thành Luân Đặng "BigKoro" Ngọc Tài Nguyễn Hải Trung Lê "Min" Phương Thảo          |
| Team oNe eSports  | Álvaro "Vert" Miguel Alanderson "4Lan" Meireles João "Marf" Luís Bruno "Brucer" Pereira Luis Felipe "Absolut" Carvalho Ygor "RedBert" Freita                           |
| Kaos Latin Gamers | Juan "MANTARRAYA" Ignacio Abdon Sebastián "Tierwulf" Mateluna Joaquín "Plugo" Pérez Nicolás "Fix" Sayago Eduardo "Slow" Garces Matias "Focho" Porto                    |
| Lyon Gaming       | Daniel "Jirall" Del Castillo Sebastián Alonso "Oddie" Niño Zavaleta Ali "Seiya" Bracamontes Matias "WhiteLotus" Musso Mario "MarioMe" Reyes Mariano "Genthix" Polonsky |
| Gambit Gaming     | Alexander "PvPStejos" Glaskov Danil "Diamondprox" Reshetnikov Michael "Kira" Garmash Daniel "Blasting" Kudrin Igor "Tauren" Titov Edward "Edward" Abgaryan             |
| 1907 Fenerbahçe   | Berke "Thaldrin" Demir Kang "Move" Min-su Kim "Frozen" Tae-il Ege Acar "Padden" Koparal Bahadır "JAPONE" Çolak Anil "Babafillo" Şaşma                                  |
| LG Dire Wolves    | Ryan "Chippys" Short Shern "Shernfire" Tai Nathan "Rippii" Moth Richard "Phantiks" Su Calvin "k1ng" Truong Mitchell "Destiny" Shaw                                     |
| Rampage           | Shunsuke "Evi" Murase Lee "Tussle" Moon-Yong Osamu "Ramune" Ozawa Nozomi "TETE" Mizo Yuta "YutoriMoyashi" Noguchi Jeon "D4ara" Jeong-Hoon                              |

## Escenarios
El torneo se repartió a lo largo de cuatro ciudades ubicadas en China. La etapa de clasificación y la fase de grupos comparten escenario.
| Wuhan, Hubei                  | Cantón, Provincia de Cantón | Shanghái                        | Pekín                     |
| ----------------------------- | --------------------------- | ------------------------------- | ------------------------- |
| Wuhan Sports Center Gymnasium | Guangzhou Gymnasium         | Shanghai Oriental Sports Center | Estadio Nacional de Pekín |
| .                             | .                           | .                               | .                         |
| Capacidad: 60 000             | Capacidad: 10 000           | Capacidad: 18 000               | Capacidad: 91 000         |
|                               |                             |                                 |                           |

## Resultados
El torneo terminó el día 4 de noviembre en el Estadio Nacional de Pekín en donde se jugó la gran final frente a 80.000 espectadores y que enfrentaba a los finalista del año pasado, el tricampeón y defensor del título SK Telecom T1 y Samsung Galaxy Pro Game Team. A prori se esperaba una serie muy peleada puesto que para esta estancia ambos equipos parecían invencibles y sumando el hecho de que la final del 2016 disputada entre estos mismos equipos fue la más peleada y cerrada de la historia, las expectativas estaban por los cielos. Sin embargo esto no fue ni por asomo lo que pasó. Samsung Galaxy arrasó por completo a SK Telecom T1. Con un resultado definitivo de 3 a 0, tras una serie en la que el campeón se vio ampliamente superado. El resultado no pudo ser más impactante, más allá de la victoria de Samsung, el hecho de que SK Telecom T1, el equipo que fue 3 veces campeón del mundo, que había ganado todos los mundiales en los que había participado y que nunca perdió una serie al mejor de 5 en un mundial cayó de manera rápida y abrupta en solo una serie. Por parte de Samsung estos consiguieron su segundo título mundial ya que previamente su equipo hermano Samsung Galaxy White había ganado el mundial 2014. Este fue un gran logro para el equipo que pudo reivindicarse de su derrota del año pasado y vengarse de su verdugo, especialmente para Kang "Ambition" Chan-Yong quien juega desde 2012 y si bien nunca se había alejado del podio de los mejores jugadores nunca había logrado un título grande hasta ahora.
| Lugar     | Equipo              | Jugadores                                                            | Jugadores                                                                                    | Premio     |
| Lugar     | Equipo              | ID                                                                   | Nombre                                                                                       | Premio     |
| --------- | ------------------- | -------------------------------------------------------------------- | -------------------------------------------------------------------------------------------- | ---------- |
| 1.º       | Samsung Galaxy      | CuVee Ambition Crown Ruler CoreJJ Edgar (Entrenador) Haru (Suplente) | Lee Sung-jin Kang Chan-yong Lee Min-ho Park Jae-hyeok Jo Yon-gin Choi Woo-bum Kang Min-seung | $1.540.000 |
| 2.º       | SK Telecom T1       | Huni Peanut Faker Bang Wolf kkOma (Entrenador) Blank (Suplente)      | Heo Seung-hoon Han Wang-ho Lee Sang-hyeok Bae Jun-sik Lee Jae-wan Kim Jeong-gyun Kang Sun-gu | $554.000   |
| 3.º - 4.º | Royal Never Give Up | Letme Mlxg Xiaohu Uzi Ming Firefox (Entrenador) Y1HAN (Suplente)     | Yan Junze Liu Shiyu Li Yuanhao Jian Zihao Shi Senming Huang Ting-hsiang Hu Zhiwei            | $287.000   |
| 3.º - 4.º | Team WE             | 957 Condi Xiye Mystic Ben Homee (Entrenador) Zero (Suplente)         | Ke Changyu Xiang Renjie Su Hanwei Jin Sung-jun Nam Dong-hyun Yoon Sung-young Yoon Kyung-sup  | $287.000   |